# Mario Chitaroni
Mario Brian Chitaroni (Cobalt, 11 giugno 1967) è un ex hockeista su ghiaccio canadese naturalizzato italiano, di ruolo attaccante.
Militò fra gli anni novanta e i duemila nei campionati di prima divisione italiana e tedesca.

## Carriera

### Club
Chitaroni crebbe nella Ontario Hockey League, presso i Sudbury Wolves, prima di esordire nel 1987 nella International Hockey League.
Dopo un breve transito in American Hockey League si trasferì in Italia nella stagione 1989-90 all'HC Alleghe, squadra con cui rimase fino al 1992-93.
Nel 1992 conquistò l'Alpenliga, il primo trofeo vinto dall'Alleghe.
Nella stagione 1993-94 fu al Milan Hockey, con cui vinse il suo primo scudetto, per poi tornare negli Stati Uniti con gli Houston Aeros.
Nella stagione 1995-96 fu ancora in Italia nelle file del Varese, con cui vinse la IIHF Federation Cup.
Tra il 1996 e il 2002 militò in Germania nella Deutsche Eishockey Liga, dapprima per quattro stagioni con gli Eisbären di Berlino e in seguito per altri due campionati con gli Ice Tigers di Norimberga.
Tornato per la terza volta in Italia, dal 2002-03 fu ai Milano Vipers con cui, in cinque stagioni, vinse quattro scudetti consecutivi (e in un'altra occasione giunse al secondo posto), tre Coppe Italia e due Supercoppe italiane.
Nuovamente ad Alleghe nel 2007, ivi concluse la propria carriera nel 2009.

### Nazionale
Chitaroni esordì per l'Italia al campionato mondiale del 1992, divenendo da allora un punto fisso della selezione azzurra.
Disputò in carriera dieci edizioni del mondiale di Gruppo A, due di Prima Divisione, di cui una vinta nel 2005, e il torneo olimpico di Torino 2006.
Vanta in totale 96 presenze in competizioni ufficiali con 24 reti e 33 assist.
Nell'aprile 2020 è stato selezionato dalla federazione internazionale nella ideale miglior nazionale italiana di tutti i tempi assieme a Mike Rosati, Robert Oberrauch, Armin Helfer, Roland Ramoser e Lucio Topatigh.

## Palmarès

### Club
- Campionato italiano: 5

Milan Hockey: 1993-94
Milano Vipers: 2002-03, 2003-04, 2004-05, 2005-06
- Coppa Italia: 3

Milano Vipers: 2002-03, 2004-05, 2005-06
- Supercoppa italiana: 2

Milano Vipers: 2002, 2006
- Alpenliga: 1

Alleghe: 1992-1993
- IIHF Federation Cup: 1

Varese: 1995-96

### Nazionale
- Campionato mondiale di hockey su ghiaccio - Prima Divisione: 1

Italia: 2005